# Einar Halling-Johansson

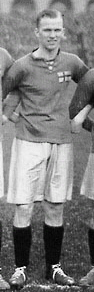
Einar Halling-Johansson, 1917

Einar Halling-Johansson, teilweise auch nur Einar Halling, (* 14. Oktober 1893 in Göteborg; † 4. Februar 1958 in Enskede, Stockholm) war ein schwedischer Fußballspieler.
Halling-Johansson spielte für Örgryte IS, IFK Eskilstuna und Mariebergs IK. Zwischen 1912 und 1921 kam er in sechs Spielen der schwedischen Nationalmannschaft zum Einsatz. Er gehörte bei den Olympischen Spielen 1912 zum Kader, kam aber während des Turniers nicht zum Einsatz.